# GSC Game World
GSC Game World är ett spelföretag från Ukraina, grundat 1995 i Kiev. Några av deras mest kända titlar är Cossacks: European Wars, American Conquest, Alexander, S.T.A.L.K.E.R.: Shadow of Chernobyl, S.T.A.L.K.E.R.:Clear Sky och S.T.A.L.K.E.R.: Call of Pripyat.